# Castelo de Paiva
Castelo de Paiva é uma vila portuguesa que pertencendo ao Distrito de Aveiro se encontra integrada em termos estatísticos na sub-região (NUT III) de Tâmega e Sousa, que por sua vez pertence à região (NUT II) do Norte.
É sede do município de Castelo de Paiva que tem uma área total de 115,01 km², 15 586 habitantes em 2021 e uma densidade populacional de 136 hab./km², subdividido em 6 freguesias. O município é limitado a norte pelos municípios de Penafiel e Marco de Canaveses, a leste por Cinfães, a leste e a sul por Arouca e a oeste por Gondomar.

## Freguesias

Freguesias do município de Castelo de Paiva.

O município de Castelo de Paiva é composto por 6 freguesias. Antes era composto por 9 freguesias, mas pela reorganização administrativa de 2013 ocorreu a união entre Sobrado e Bairros, e entre Raiva, Pedorido e Paraíso:
- Fornos
- Raiva, Pedorido e Paraíso
- Real
- Santa Maria de Sardoura
- São Martinho de Sardoura
- Sobrado e Bairros

## Património

### Rotas de interesse em Castelo de Paiva
- Rota do Românico do Vale do Sousa
- Rota dos Ofícios Tradicionais de Paiva

### Locais de interesse em Castelo de Paiva
- Aldeias em Xisto de Midões e Gondarém
- Anjo de Portugal
- Igreja Paroquial de Real
- Esculturas do Adro
- Marmoiral de Sobrado (ou da Boavista)
- Monumento ao Mineiro
- Pelourinho da Raiva
- Pia dos Mouros
- Ponte do Caminho de Ferro de Pedorido

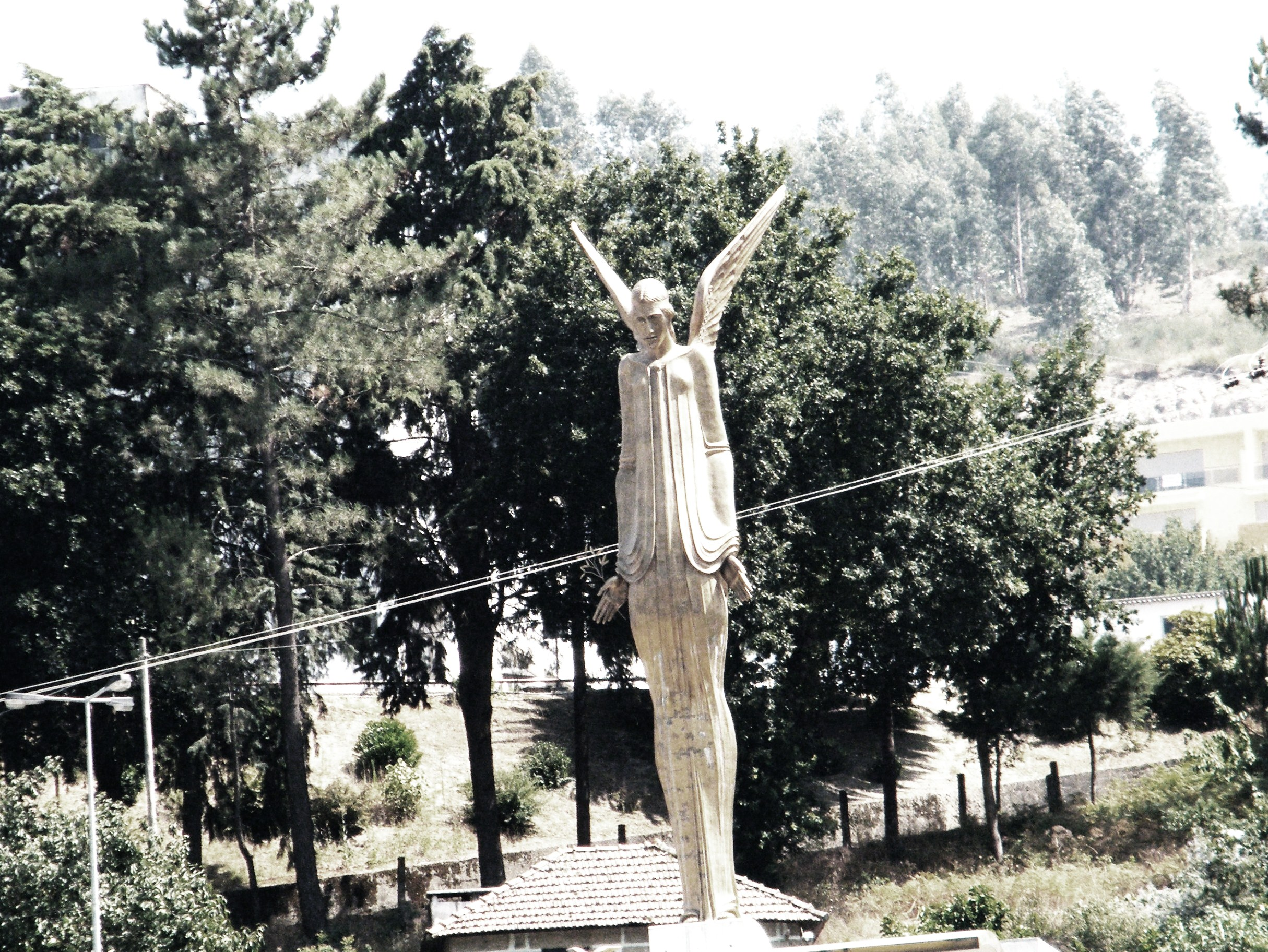
Anjo de Portugal dedicado ás vitimas da Tragédia de Entre-os-Rios

- Portal da Serrada

## Geminações
O município de Castelo de Paiva é geminado com as seguintes cidades:
- Chibuto, Gaza, Moçambique
- Fabero, Castela e Leão, Espanha
- Manhiça, Maputo, Moçambique

## Vinhos
Importante produto de Paiva, o vinho verde de Castelo de Paiva é considerado um dos melhores do mundo. O vinho verde produzido na freguesia de Bairros é considerado o melhor vinho verde tinto do mundo. Em 2021, um vinho verde de Castelo de Paiva foi distinguido com a Medalha de Prata na oitava edição do concurso Vinhos de Portugal, que na primeira fase desta edição do concurso contou com mais de 1.400 candidatos ao galardão de melhor vinho de Portugal.
No primeiro fim de semana de julho, Castelo de Paiva promove a Feira do Vinho Verde, do Lavrador, Gastronomia e Artesanato, realizada no Largo do Conde, esta Feira reúne os principais produtores e engarrafadores de Vinho Verde, artesãos e restaurantes do Município, sendo organizadas, ainda, outras feiras dedicadas ao produto nas diferentes freguesias.
O vinho verde branco de Castelo de Paiva já foi distinguido, em feira internacional na Alemanha, com medalha de prata, em 2017.

## Política

### Eleições autárquicas[8]
| Data | %       | V       | %     | V     | %       | V       | %            | V            | %              | V      | %              | V   | %              | V       | %   | V   | Participação |                |
| Data | PPD/PSD | PPD/PSD | PS    | PS    | CDS-PP  | CDS-PP  | FEPU/APU/CDU | FEPU/APU/CDU | UDP/BE         | UDP/BE | PSN            | PSN | PSD-CDS        | PSD-CDS | GCE | GCE | Participação |                |
| ---- | ------- | ------- | ----- | ----- | ------- | ------- | ------------ | ------------ | -------------- | ------ | -------------- | --- | -------------- | ------- | --- | --- | ------------ | -------------- |
| Data | 1976    | 45,08   | 2     | 31,39 | 2       | 15,71   | 1            | 3,95         | -              |        |                |     |                |         |     |     |              | 58,05 / 100,00 |
| 1979 | 44,01   | 4       | 29,77 | 2     | 17,96   | 1       | 4,49         | -            | 1,89           | -      | 73,92 / 100,00 |     |                |         |     |     |              |                |
| 1982 | 43,44   | 3       | 47,64 | 4     |         |         | 5,45         | -            |                |        | 69,68 / 100,00 |     |                |         |     |     |              |                |
| 1985 | 36,16   | 3       | 56,87 | 4     | 2,32    | -       | 2,30         | -            | 73,09 / 100,00 |        |                |     |                |         |     |     |              |                |
| 1989 | 43,53   | 3       | 52,76 | 4     | 1,27    | -       | 0,50         | -            | 77,08 / 100,00 |        |                |     |                |         |     |     |              |                |
| 1993 | 42,30   | 3       | 50,92 | 4     | 0,91    | -       | 1,19         | -            | 2,36           | -      | 77,63 / 100,00 |     |                |         |     |     |              |                |
| 1997 | 51,71   | 4       | 44,65 | 3     | 0,40    | -       | 0,57         | -            | 0,60           | -      |                |     | 76,49 / 100,00 |         |     |     |              |                |
| 2001 | 59,41   | 4       | 37,78 | 3     |         |         | 0,68         | -            | 0,29           | -      | 81,03 / 100,00 |     |                |         |     |     |              |                |
| 2005 | 47,11   | 4       | 46,56 | 3     | 0,50    | -       | 1,33         | -            | 1,73           | -      | 78,93 / 100,00 |     |                |         |     |     |              |                |
| 2009 | 46,66   | 3       | 46,73 | 4     | 2,72    | -       | 0,82         | -            | 1,24           | -      | 78,67 / 100,00 |     |                |         |     |     |              |                |
| 2013 | 35,97   | 3       | 59,03 | 4     | 0,84    | -       | 0,94         | -            | 0,64           | -      | 75,91 / 100,00 |     |                |         |     |     |              |                |
| 2017 | CDS-PP  | CDS-PP  | 56,82 | 4     | PPD/PSD | PPD/PSD | 2,02         | -            |                |        | 38,07          | 3   | 73,50 / 100,00 |         |     |     |              |                |
| 2021 | 40,04   | 3       | 31,27 | 2     | 0,39    | -       | 0,84         | -            |                |        | 14,13          | 1   | 77,81 / 100,00 |         |     |     |              |                |
| 2021 | 40,04   | 3       | 31,27 | 2     | 0,39    | -       | 0,84         | -            | 10,65          | 1      |                |     | 77,81 / 100,00 |         |     |     |              |                |

### Eleições legislativas
| Data | %     | %     | %     | %    | %     | %     | %        | %     | %    | %     | %    | %   | %       | % | %  | %  |
| Data | PSD   | PS    | CDS   | PCP  | UDP   | AD    | APU/ CDU | FRS   | PRD  | PSN   | B.E. | PAN | PSD CDS | L | CH | IL |
| ---- | ----- | ----- | ----- | ---- | ----- | ----- | -------- | ----- | ---- | ----- | ---- | --- | ------- | - | -- | -- |
| 1976 | 36,71 | 30,54 | 20,75 | 2,49 | 1,11  |       |          |       |      |       |      |     |         |   |    |    |
| 1979 | AD    | 34,61 | AD    | APU  | 1,96  | 49,20 | 6,48     |       |      |       |      |     |         |   |    |    |
| 1980 | AD    | FRS   | AD    | APU  | 1,59  | 52,66 | 5,77     | 31,00 |      |       |      |     |         |   |    |    |
| 1983 | 34,91 | 45,39 | 9,17  | APU  | 0,80  |       | 5,07     |       |      |       |      |     |         |   |    |    |
| 1985 | 36,03 | 31,72 | 7,42  | APU  | 1,00  | 4,58  | 13,73    |       |      |       |      |     |         |   |    |    |
| 1987 | 60,50 | 27,94 | 2,03  | CDU  | 0,79  | 2,71  | 1,73     |       |      |       |      |     |         |   |    |    |
| 1991 | 59,91 | 32,54 | 1,97  | CDU  |       | 1,71  | 0,22     | 0,56  |      |       |      |     |         |   |    |    |
| 1995 | 43,25 | 47,24 | 5,03  | CDU  | 0,44  | 1,48  |          | 0,23  |      |       |      |     |         |   |    |    |
| 1999 | 40,99 | 48,61 | 4,77  | CDU  |       | 1,75  | 0,19     | 1,00  |      |       |      |     |         |   |    |    |
| 2002 | 48,37 | 39,68 | 6,98  | CDU  | 1,31  |       | 1,15     |       |      |       |      |     |         |   |    |    |
| 2005 | 31,34 | 53,85 | 4,75  | CDU  | 2,21  | 3,48  |          |       |      |       |      |     |         |   |    |    |
| 2009 | 33,20 | 44,44 | 9,33  | CDU  | 2,38  | 6,42  |          |       |      |       |      |     |         |   |    |    |
| 2011 | 43,91 | 37,20 | 7,70  | CDU  | 2,31  | 3,50  | 0,41     |       |      |       |      |     |         |   |    |    |
| 2015 | CDS   | 35,96 | PSD   | CDU  | 2,80  | 7,80  | 0,45     | 46,12 | 0,28 |       |      |     |         |   |    |    |
| 2019 | 35,40 | 41,86 | 2,09  | CDU  | 1,68  | 6,99  | 2,05     |       | 0,25 | 0,30  | 0,43 |     |         |   |    |    |
| 2022 | 36,83 | 46,25 | 1,06  | CDU  | 1,24  | 2,63  | 0,80     | 0,45  | 3,38 | 2,59  |      |     |         |   |    |    |
| 2024 | AD    | 34,48 | AD    | CDU  | 36,63 | 0,83  | 2,65     | 1,18  | 1,31 | 14,08 | 2,77 |     |         |   |    |    |

## População
| Número de habitantes | Número de habitantes | Número de habitantes | Número de habitantes | Número de habitantes | Número de habitantes | Número de habitantes | Número de habitantes | Número de habitantes | Número de habitantes | Número de habitantes | Número de habitantes | Número de habitantes | Número de habitantes | Número de habitantes | Número de habitantes |
| -------------------- | -------------------- | -------------------- | -------------------- | -------------------- | -------------------- | -------------------- | -------------------- | -------------------- | -------------------- | -------------------- | -------------------- | -------------------- | -------------------- | -------------------- | -------------------- |
| 1864                 | 1878                 | 1890                 | 1900                 | 1911                 | 1920                 | 1930                 | 1940                 | 1950                 | 1960                 | 1970                 | 1981                 | 1991                 | 2001                 | 2011                 | 2021                 |
| 8 551                | 8 653                | 9 968                | 9 728                | 10 088               | 10 145               | 11 450               | 12 301               | 15 606               | 17 756               | 16 452               | 17 026               | 16 515               | 17 338               | 16 733               | 15 586               |

(Número de habitantes que tinham a residência oficial neste município à data em que os censos se realizaram.)
| Número de habitantes por Grupo Etário | Número de habitantes por Grupo Etário | Número de habitantes por Grupo Etário | Número de habitantes por Grupo Etário | Número de habitantes por Grupo Etário | Número de habitantes por Grupo Etário | Número de habitantes por Grupo Etário | Número de habitantes por Grupo Etário | Número de habitantes por Grupo Etário | Número de habitantes por Grupo Etário | Número de habitantes por Grupo Etário | Número de habitantes por Grupo Etário | Número de habitantes por Grupo Etário | Número de habitantes por Grupo Etário |
| ------------------------------------- | ------------------------------------- | ------------------------------------- | ------------------------------------- | ------------------------------------- | ------------------------------------- | ------------------------------------- | ------------------------------------- | ------------------------------------- | ------------------------------------- | ------------------------------------- | ------------------------------------- | ------------------------------------- | ------------------------------------- |
|                                       | 1900                                  | 1911                                  | 1920                                  | 1930                                  | 1940                                  | 1950                                  | 1960                                  | 1970                                  | 1981                                  | 1991                                  | 2001                                  | 2011                                  | 2021                                  |
| 0-14 Anos                             | 3 482                                 | 3 686                                 | 3 683                                 | 3 995                                 | 4 522                                 | 5 923                                 | 7 044                                 | 5 835                                 | 5 501                                 | 3 901                                 | 3 334                                 | 2 703                                 | 1 829                                 |
| 15-24 Anos                            | 1 762                                 | 1 805                                 | 1 686                                 | 1 955                                 | 2 158                                 | 2 700                                 | 2 917                                 | 2 985                                 | 3 284                                 | 3 374                                 | 2 751                                 | 2 103                                 | 1 906                                 |
| 25-64 Anos                            | 3 898                                 | 3 940                                 | 4 069                                 | 4 199                                 | 4 868                                 | 5 927                                 | 6 550                                 | 6 050                                 | 6 639                                 | 7 447                                 | 8 996                                 | 9 337                                 | 8 600                                 |
| = ou > 65 Anos                        | 534                                   | 627                                   | 629                                   | 677                                   | 761                                   | 966                                   | 1 245                                 | 1 325                                 | 1 602                                 | 1 793                                 | 2 257                                 | 2 590                                 | 3 251                                 |

(Obs: De 1900 a 1950, os dados referem-se à população presente no município à data em que eles se realizaram. Daí que se registem algumas diferenças relativamente à designada população residente.)